# Solemya occidentalis
Solemya occidentalis är en musselart som beskrevs av Gérard Paul Deshayes 1857. Solemya occidentalis ingår i släktet Solemya och familjen Solemyidae. Inga underarter finns listade i Catalogue of Life.